# Magyarországi ukránok
A magyarországi ukránok Magyarország egyik szláv nyelvű nemzetisége. Az ukránoktól Magyarországon megkülönböztetik a magyarországi ruszinokat vagy ruténeket. Ukrajnában viszont a hivatalos nézet szerint az ukrán és a ruszin (rutén) ugyanazt a népet jelölő megnevezések, és a ruszin nyelv sem önálló (de a vajdasági ruszin nyelve önálló), hanem csupán az ukrán nyelv egyik dialektusa. Ezt a magukat ma is ruszinoknak vallók azonban tagadják, és mindmáig megkülönböztetik magukat az ukránoktól. 
A történelmi Magyarország egykori ruszinjai leszármazottainak többsége viszont ma már ukránnak vallja magát.

## Történeti áttekintés

### A magyarországi ruszinok története
A ruszinok a 12. századtól kezdve kerültek be Galícián át, Máramaros, Bereg, Ung és Zemplén vármegye lakhatatlan hegyes vidékeire.
Egy 1326-ban kelt oklevélben olvashatjuk a Nógrád vármegyei Nagyorosziról, hogy első lakóit Kálmán király hívta be Galíciából. A 17. században már nagyobb számban érkeztek telepesek, főleg a Kárpátok túlsó oldaláról, olyan ukrán  (rutén) parasztok, akik a lengyel pánok (földesurak) elől menekültek.[forrás?]
A magyar földesurak – közülük is elsősorban a Rákóczi-család –, kenézeik révén szervezetten telepítették őket birtokaikra. Természetesen a spontán beszivárgás (bevándorlás) is tapasztalható ebben az időszakban, amely folytatódott még a 18. században is. Bél Mátyás leírása Szabolcs vármegyében 12 helységben említ ruténokat, a 18. század első évtizedében.
1740 körül nagy számban telepítettek le görögkatolikus lakosságot Makón is, amire az utcák elnevezései is utalnak.

### A magyarországi ukrán nemzetiség kialakulása
Az újabb áttelepülési hullám a 19. század második felében indult el újra főleg az akkor is sűrűn lakott Galíciából.
Ez a terület ez idő tájt az ukrán nemzeti újjászületés központja volt. Ebből is következik, hogy a Galíciából elindult telepesek ukrán nemzeti tudata erős volt, ami napjainkig is tapasztalható azokon a területeken, ahol egységes településeket hoztak létre, de ezeket már nem a mai Magyarország területén találjuk.
A 19. században elindult népvándorlási hullámnak két fő irány figyelhető meg:
- a tengerentúl (Amerikai Egyesült Államok)
- az Osztrák–Magyar Monarchia földművelésre alkalmas területei.

A galíciai ukránok a mai Szlovákia területén keresztül érkeztek Magyarországra, főleg a Vajdaságba, a mai Horvátország területeire, a 19. század végén pedig a mai Bosznia területére.[forrás?]
Egyes családok Pest-Budán találták meg megélhetésüket. Mivel ez utóbbiak betelepülése nem volt nagy mértékű, az ukrán családok nagy része rövid időn belül asszimilálódott. Ennek okai: a betelepülés területi szétszórtsága, az anyanyelvi iskolák hiánya, az értelmiség rendkívül csekély aránya.
1890-es adatok szerint az ukrán iskolaköteles gyerekek 40%-a nem járt iskolába, az írástudatlanság is elég magas a többi nemzetiséghez viszonyítva. 1880-1910 között kb. 10 000 ukrán élt a fővárosban, de hiányzott társadalmi szerveződésük. A két világháború közti időszakból alig van adat.[forrás?]
Az újrakezdés, újjászóletés, a közösséggé formálódás csak a rendszerváltás után indult meg. 1991 májusában megalakult a Magyarországi Ukrán-Ruszin Kulturális Egyesület, amely elsősorban a fővárosi ukránokat és ruszinokat tömörítette.
Az 1993. évi kisebbségi törvény után, amely a két nemzetiséget külön nevezte meg, megalakult a különálló Magyarországi Ukrán Kulturális Egyesület.
1997-ben megnyílt az Ukrán Oktatási és Kulturális Centrum.

## Magyarországi Ukrán Kulturális Egyesület tevékenysége
- Oktatás 1993 óta  működik a Vasárnapi Ukrán Anyanyelvi Iskola
- Kiadói tevékenység 1996 óta jelenik meg a Hromada c. újság ,[3] kiadták az első magyarországi ukrán nyelvkönyvet (Szerk.:Piller Dezsőné). Leszja Ukrajinka költőnő[4] születésének 125. évfordulójára kiadták a "Hét Húr" c. verses kötetet.
- Kultúra és tudomány: tudományos konferenciák, zenés-irodalmi esték, nyári ifjúsági táborok
- A hagyományok újjáélesztése: családias karácsony, húsvéti gyerekjátékok=Hajivkák, minden év márciusában Tarasz Sevcsenko emlékére rendezett napok.